# Galeria Ulica Krzywa
Galeria Ulica Krzywa – niekomercyjna galeria prowadzona przez Cezarego Nowogrodzkiego od 2003 roku, mieści się przy ulicy Narutowicza 23B (dawniej ulica Krzywa, przed stu laty najdłuższa arteria miasta) w Białej Podlaskiej.
Znajduje się w zabytkowym 150-letnim drewnianym domu, który do 1942 roku należał do rodziny Cukiermanów. Stale prezentowane są prace bialskiego malarza Jacka Gałczyńskiego i oryginalne krzesła-rzeźby Jana Kokorzyckiego. W Galerii prezentowane były i są wystawy dotyczące wielokulturowości południowego Podlasia, archiwalnych fotografii, twórczości regionalnych artystów. Galeria ma profil historyczny. Stanowi także siedzibę Podlaskiego Oddziału Towarzystwa Opieki nad Zabytkami, który w każdą pierwszą niedzielę miesiąca o godzinie 17.00 organizował wspólnie z Galerią spotkania poświęcone m.in. kulturze regionu, od 2010 r. oddział zawiesił swoją działalność. Wstęp wolny.